# 华为P20系列

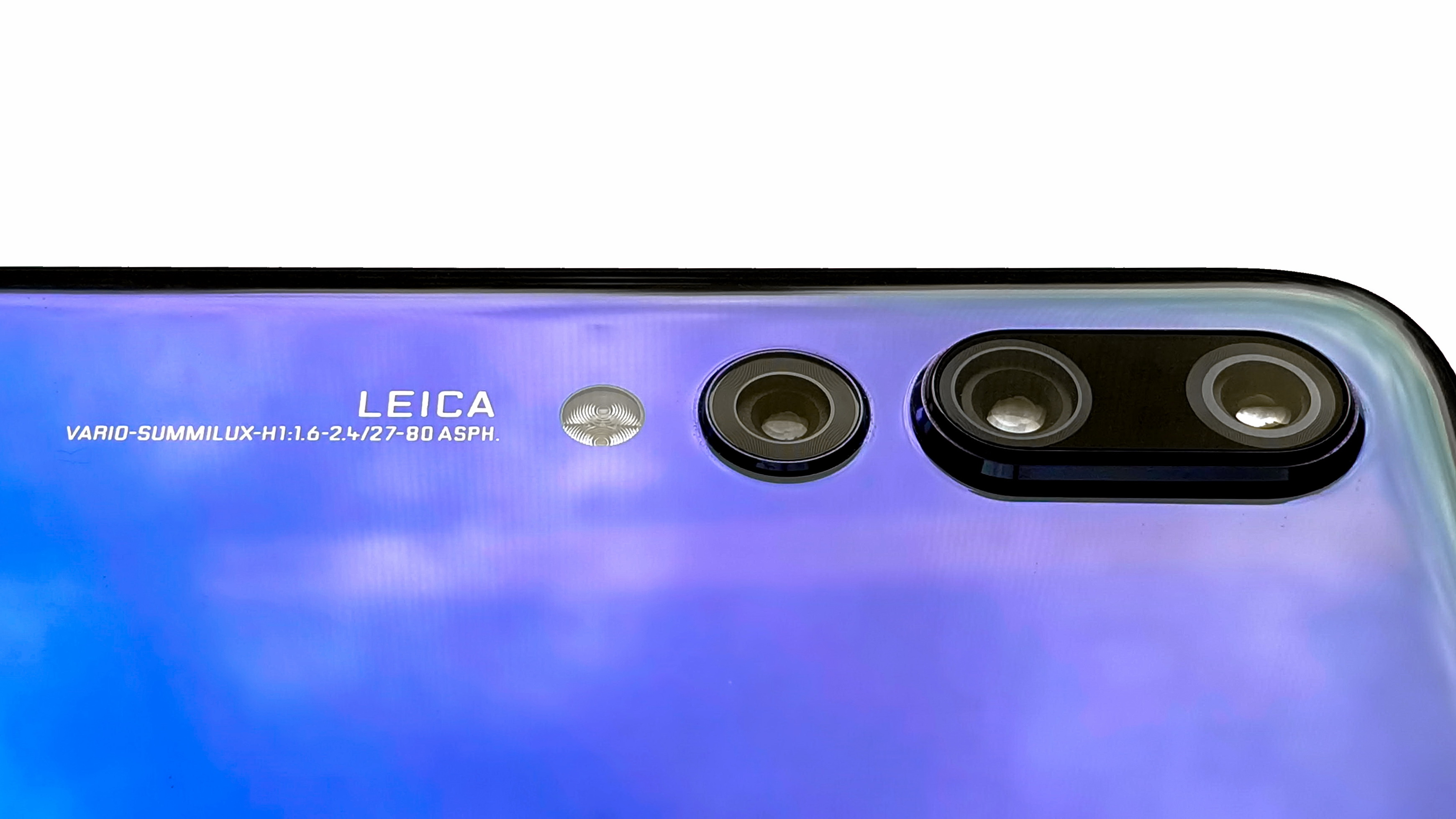
華為P20 Pro智能手機，徠卡三鏡頭，從左至右：800萬畫素（長焦 / F2.4光圈）、4,000萬畫素（彩色 / F1.8光圈）、2,000萬畫素（黑白 / F1.6光圈）。

华为P20與華為P20 Pro，是華為技術有限公司所製造的一款高端安卓旗舰智能手机，螢幕使用全面屏技術，搭载华为麒麟970人工智能移动處理芯片，6GB內存，P20有徕卡双摄像头，P20 Pro則有徕卡三摄像头。该手机于2018年3月27日在巴黎发布，用以取代之前的华为P10系列手機。4月12日，在中国大陆發表。此次华为P20系列中国发布会邀请著名导演王潮歌和演员王珞丹到场助阵。

## 发布
2018年3月27日，华为在法国巴黎正式发布华为P20系列手机，包括P20以及华为P20 Plus两款机型；在同年4月12日的上海举办这系列产品发布会，正式在中国大陆地区发布。

## 规格

### 硬件
华为P20采用了5.8英寸的屏幕，麒麟970处理器，内置了3400毫安时的电池；而P20 Pro采用了OLED的6.1英寸屏幕以及4000毫安时。两款手机的分辨率均为1080P级别18.5:9显示比例。
在手机拍照方面，华为P20采用彩色+黑白双摄双镜头组合（1200万+2000万像素的组合）。
P20 Pro采用的是三镜头设计，800万像素的长焦摄像头（F2.4），4000万像素的主摄像头（F1.8）和2000万黑白像素的副摄像头（F1.6）。

### 软件
华为P20搭载安卓8.1的EMUI系统；华为P20plus搭载了Android,Android 8.0操作系统。但是后来由于美国制裁，在2023年华为P20和华为P20plus运行的安卓系统升级为鸿蒙 HarmonyOS 3 系统。

## 媒體
2018年4月，Alphr稱P20 Pro是"2018年最有趣的手機"。
2018年6月，LPComment所進行的P20評測認為，P20幾乎沒有缺點，最大的競爭者是自家的P20 Pro。並認為P20系列為手機拍照立下了全新的標竿，重新定義了手機夜拍。